# Doris Morgado
Doris Morgado (* 17. Juli 1981 in Caracas) ist eine venezolanische Schauspielerin.

## Leben und Karriere
Doris Morgado wurde in der venezolanischen Hauptstadt Caracas als Tochter kubanischer Eltern geboren. Im Alter von fünf Jahren zog sie mit ihren Eltern nach Miami in Florida, wo sie die Hialeah Senior High School besuchte. Während ihrer Schulzeit war sie sportlich sehr aktiv, sie spielte zum Beispiel Basketball und machte Karate. Nach der Schule studierte sie Grundschullehramt auf Bachelor-Basis an der Florida International University, widmete sich später jedoch der Schauspielerei und begab sich nach Los Angeles, wo sie am Stan Kirsch Studio und am Warner Loughlin Studio ausgebildet wurde.
2007 war Morgado das erste Mal vor der Kamera zu sehen, nachdem sie an dem Kurzfilm Switch mitwirkte. Weitere Auftritte in Kurzfilmen folgten, wobei sie bald auch in Nebenrollen in Spielfilmen auftrat, darunter Dirty Martini oder Paper Boys. Bald folgten auch Rollen in größeren Filmen, wie zum Beispiel in Words to Kill, Alles erlaubt – Eine Woche ohne Regeln, Denk wie ein Mann, Snitch – Ein riskanter Deal, Prakti.com, 2 Guns oder Acts of God. Größere Bekanntheit erlangte sie jedoch vor allem in der Rolle der Maria im Film Logan – The Wolverine aus dem Jahr 2017.
Neben ihren Filmauftritten ist Morgado auch regelmäßig in Fernsehserien zu sehen, darunter Army Wives, Teen Wolf, Navy CIS, For Better or Worse, The Red Road, Jane the Virgin, Navy CIS: New Orleans, Chicago Med oder Criminal Minds. Bislang war sie in über 70 Film- und Fernsehproduktionen zu sehen.

## Filmografie (Auswahl)
- 2007: Switch (Kurzfilm)
- 2008: House of Payne (Fernsehserie, Episode 4x09)
- 2008–2009: Army Wives (Fernsehserie, 2 Episoden, verschiedene Rollen)
- 2009: Dirty Martini
- 2009: Paper Boys
- 2009: 4 Minutes
- 2009: Meet the Browns (Fernsehserie, Episode 2x30)
- 2009: The Passage (Kurzfilm)
- 2010: Preacher’s Kid
- 2010: America’s Most Wanted (Fernsehserie, 3 Episoden)
- 2011: Love Thy Enemy
- 2011: Words to Kill
- 2011: Alles erlaubt - Eine Woche ohne Regeln (Hall Pass)
- 2011: The A (Fernsehserie, Episode 1x01)
- 2011: Slice
- 2011: Slice 2
- 2011: Callous
- 2012: Denk wie ein Mann (Think Like a Man)
- 2012: Where is Primer Green?
- 2012: Teen Wolf (Fernsehserie, Episode 2x01)
- 2012: Koma (Mini-Serie, Episode 1x01)
- 2012: Undocumented Executive
- 2012: Navy CIS (NCIS, Fernsehserie, Episode 10x06)
- 2012: For Better or Worse (Fernsehserie, Episode 2x31)
- 2013: Mystic Rising
- 2013: Snitch – Ein riskanter Deal (Snitch)
- 2013: Prakti.com (The Internship)
- 2013: 2 Guns
- 2013: Slice 3
- 2013: Mystic Rising
- 2014: Acts of God
- 2014: The Red Road (Fernsehserie, 2 Episoden)
- 2014: The Rickey Smiley Show (Fernsehserie, Episode 3x03)
- 2014: The Cure
- 2015: Fear Files (Fernsehfilm)
- 2015: Blackhats
- 2016: Colony (Fernsehserie, Episode 1x02)
- 2016: Jane the Virgin (Fernsehserie, Episode 2x14)
- 2016: Rage – Tage der Vergeltung (I Am Wrath)
- 2016: Navy CIS: New Orleans (NCIS: New Orleans, Fernsehserie, Episode 3x01)
- 2017: Trouble Creek (Fernsehserie, 2 Episoden)
- 2017: The Scary Feeling
- 2017: Misguided Behavior
- 2017: Logan – The Wolverine (Logan)
- 2017: Chicago Med (Fernsehserie, Episode 2x16)
- 2017: Criminal Minds (Fernsehserie, Episode 13x07)
- 2017: Trouble Creek (Fernsehserie, 2 Episoden)
- 2018: The Choir Director
- 2018: Unkillable
- 2019: S.W.A.T. (Fernsehserie, Episode 2x19)
- 2020: Space Command (Fernsehserie, Episode 1x25)
- 2021: Warrior of Eight Flags
- 2022: Red Winter